# Viscount Daventry
Viscount Daventry, of Daventry in der County of Nottingham, ist ein erblicher britischer Adelstitel in der Peerage of the United Kingdom.
Heutiger Familiensitz der Viscounts ist Arbury Hall bei Nuneaton in Warwickshire.

## Verleihung
Der Titel wurde am 6. Mai 1943 für Muriel FitzRoy geschaffen. Dies geschah in Anerkennung der Verdienste ihres Ehemannes Edward FitzRoy, der zwei Monate zuvor während seiner Amtszeit als Speaker des House of Commons verstorben war. Üblicherweise wurde der Speaker ansonsten beim Ausscheiden aus dem Amt in den erblichen Adelsstand erhoben.

## Weitere Titel
Neben der Viscountswürde wird kein nachgeordneter Titel geführt. Edward FitzRoy war jedoch der zweite Sohn des 3. Baron Southampton sowie ein männlicher Abkömmling des 2. Duke of Grafton. Der jeweilige Viscount steht daher in der Erbfolge für diese beiden Titel.

## Liste der Viscounts Daventry (1943)
- Muriel FitzRoy, 1. Viscountess Daventry (1869–1962)
- Oliver FitzRoy, 2. Viscount Daventry (1893–1986)
- Francis Humphrey Maurice FitzRoy Newdegate, 3. Viscount Daventry (1921–2000)
- James Edward FitzRoy Newdegate, 4. Viscount Daventry (* 1960)

Titelerbe (Heir Apparent) ist der Sohn des jetzigen Viscounts, Hon. Humphrey John FitzRoy Newdegate (* 1995).